# 511년

## 연호
- 남량(南梁) 천감(天監) 10년
- 북위(北魏) 영평(永平) 4년

## 기년
- 남량(南梁) 무제(武帝) 10년
- 북위(北魏) 선무제(宣武帝) 12년
- 신라(新羅) 지증왕(智證王) 12년
- 고구려(高句麗) 문자명왕(文咨明王) 21년
- 백제(百濟) 무령왕(武寧王) 11년

## 사건
· 클로비스 1세, 사망. 프랑크 왕국 분열.